# Afriberina hammamrirha
Afriberina hammamrirha är en fjärilsart som beskrevs av Eugen Wehrli 1943. Afriberina hammamrirha ingår i släktet Afriberina och familjen mätare. Inga underarter finns listade i Catalogue of Life.